# Volkssternwarte Darmstadt

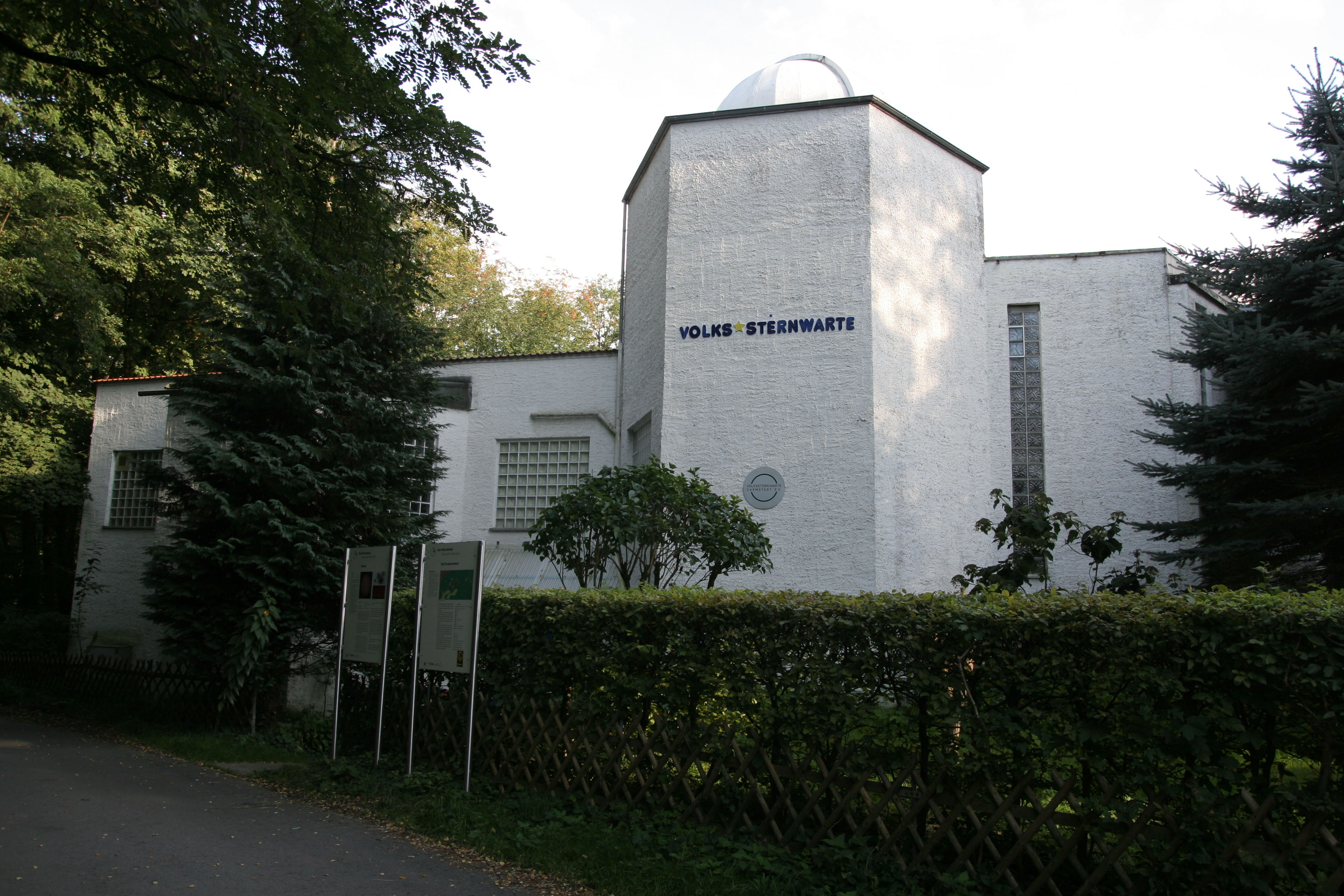
Volkssternwarte Darmstadt

Die Volkssternwarte Darmstadt ist ein gemeinnütziger Verein mit dem Ziel, das allgemeine Interesse an Astronomie und Raumfahrt zu fördern. Der Verein zählt ca. 200 Mitglieder und veranstaltet für die Öffentlichkeit regelmäßig Vorträge, Seminare und Kinderveranstaltungen, in denen über verschiedene Themen aus Astronomie und Raumfahrt referiert wird. Darüber hinaus gibt es öffentliche Sonnenbeobachtungen und Beobachtungsabende. Denn auch unter den weniger optimalen Bedingungen im Darmstädter Stadtgebiet zeigt der Himmel eine große Anzahl faszinierender Objekte.
Weiterhin finden vereinsinterne Fachvorträge zu Interessenschwerpunkten statt.
Die Sternwarte befindet sich auf der Ludwigshöhe im Süden von Darmstadt, einer der höchsten Erhebungen der Stadt. Ihre geografische Lage beträgt 8,663° östlicher Länge und 49,844° nördlicher Breite, 246 m ü. NHN

## Geschichte
1969 wurde der amateurastronomische Verein Volkssternwarte Darmstadt e. V. gegründet. 1981 wurde das Observatorium auf der Ludwigshöhe fertiggestellt. Die Arbeiten waren größtenteils von Mitgliedern des Vereins durchgeführt worden. Unter einer 3 m großen Kuppel sowie auf einer großen Plattform, die mit einem Rolldach versehen ist, stehen eine Reihe von Teleskopen zur Verfügung. Darunter liegen Ausstellungs- und Vortragsräume sowie eine umfangreiche Bibliothek mit astronomischer Literatur (Bücher und aktuelle Zeitschriften).
Bis 2016 erschien – zuletzt nur noch online – die Zeitschrift Mitteilungen der Volkssternwarte Darmstadt. Nachdem die Zeitschrift eingestellt wurde, wird auf der Webseite in Form eines Blogs über astronomische Themen und aktuelle Ereignisse berichtet.

## Instrumente
Zur Himmelsbeobachtung wird eine ganze Reihe von Teleskopen genutzt:
Unter der Kuppel befindet sich ein Fernrohr in Faltbauweise mit 20 cm Öffnung und 4 m Brennweite. Das 1964 entstandene Teleskop stellt das größte Instrument dar, das von dem Ingenieur und Teleskop-Konstrukteur Günther Nemec konzipiert wurde. Bei diesem Teleskoptyp wird das von der Objektivlinse gesammelte Licht mittels Spiegel umgelenkt, wodurch sich eine kürzere Bauweise ergibt. Das Teleskop eignet sich aufgrund des großen Öffnungsverhältnisses von 1/20 besonders gut zur Beobachtung des Mondes und der Planeten.
Zur Beobachtung der Sonne (Protuberanzen, im Weißlicht, im H-α) stehen entsprechende Teleskope zur Verfügung.
Die Deep-Sky-Beobachtung erfolgt mittels eines Newton-Teleskops mit 35 cm großem Hauptspiegel und einer Brennweite von 1,6 m.
Weitere Instrumente sind ein Maksutov-Teleskop mit 17,8 cm Öffnung und 2,4 m Brennweite, sowie ein apochromatischer Refraktor (CFF) mit 18 cm Öffnung und 1,26 m Brennweite. Ein aus dem Jahre 1899 stammender Refraktor der Reinfelder & Hertel mit 13,5 cm Öffnung und 2,5 m Brennweite wird nur noch als Ausstellungsstück genutzt.
Für Einsteiger bietet die Volkssternwarte außerdem die Möglichkeit des Verleihs von kleineren Spiegelteleskopen an.

## Arbeitsgruppen
Innerhalb des Vereins existieren mehrere Arbeitsgruppen. Sie beschäftigen sich mit der Beobachtung von Sonne, Mond, Planeten, Deep-Sky-Objekten und der Astrofotografie.
Eine weitere Arbeitsgruppe beschäftigt sich mit dem Thema Lichtverschmutzung („Schutz der Nacht“). Da die Sternwarte von der Stadt umgeben ist, ist dies ein wichtiges Thema. Ziel der Arbeitsgruppe ist es, bzgl. der erlaubten und geforderten Beleuchtungen aufzuklären. Das gilt nicht nur in Bezug auf die beobachtende Astronomie, sondern auch in Bezug auf den Naturschutz. Durch Stellungnahmen zu Bebauungsplänen wird versucht, Einfluss auf die Beleuchtungsvorschriften im privaten und öffentlichen Raum zu nehmen.
Interessierte an den Arbeitsgruppen werden in das jeweilige Themengebiet eingeführt und können mitwirken.

## Planetenweg
Der Planetenweg ist ein Lehrpfad durch den Wald im Maßstab 1:1 Milliarde und führt auf einer Länge von 2,8 km im Kreis um das Gebäude der Sternwarte. In maßstäblichen Abständen wird an Schautafeln im Wald über die Planeten und unser Sonnensystem informiert. Der Startpunkt ist direkt am Eingang der Sternwarte und der Weg ist mit einem gelben L an zahlreichen Bäumen markiert.

## Erdbebenstation
Eine von 14 seismischen Stationen des Hessischen Erdbebendienstes (HED) am Hessisches Landesamt für Naturschutz, Umwelt und Geologie (HLNUG) ist in der Volkssternwarte Darmstadt integriert; die Station überwacht seit 2003 mittels eines topfgroßen Seismometers (3-Komponenten-Seismometer Typ Mark L4), der außerhalb der Sternwarte im Erdboden eingelassen ist, die seismische Aktivität insbesondere im Oberrheingraben ab etwa Magnitude 1. Die Station erfasst damit zudem entferntere stärkeren Beben bis hin zu weltweit. Die erfassten Daten werden innerhalb der Sternwarte gespeichert und können dadurch mit einer Kapazität von mehr als zwei Monaten zum Abruf vorgehalten werden.